# Hawai (pel·lícula)
Hawai (títol original en anglès: Hawaii) és una pel·lícula estatunidenca de George Roy Hill estrenada el 1966, adaptació de la novel·la homònima de James A. Michener. Ha estat doblada al català.

## Argument
Al segle xix, el Reverend Abner Hale i la seva jove esposa Jerusha són enviats des de Nova Anglaterra a Hawai com a missioners calvinistes per tal de convertir els insulars al cristianisme.

## Repartiment
- Julie Andrews: Jerusha Bromley
- Max von Sydow: Reverend Abner Hale
- Richard Harris: Capità Rafer Hoxworth
- Gene Hackman: John Whipple
- Carroll O'Connor: Charles Bromley
- Jocelyne LaGarde: La reina Malama, Alii Nui de Maui
- Manu Tupou: Keoki
- Ted Nobriga: Kelolo
- Elizabeth Logue: Noelani
- John Cullum: Reverend Immanuel Quigley
- George Rose: Capità Janders
- Lou Antonio: Reverend Abraham Hewlett
- Torin Thatcher: Reverend Thorn
- Michael Constantine: Mason, un mariner
- Malcolm Atterbury: Gideon Hale
- John Harding: Collins
- Heather Menzies: Mercy Bromley
- Dorothy Jeakins: Hepzibah Hale

## Premis i nominacions

### Premis
- 1967: Globus d'Or a la millor actriu secundària per Jocelyne LaGarde
- 1967: Globus d'Or a la millor banda sonora per Elmer Bernstein

### Nominacions
- 1967: Oscar a la millor actriu secundària per Jocelyne LaGarde
- 1967: Oscar a la millor fotografia per Russell Harlan
- 1967: Oscar al millor vestuari per Dorothy Jeakins
- 1967: Oscar al millor so per Gordon Sawyer
- 1967: Oscar als millors efectes visuals per Linwood G. Dunn
- 1967: Oscar a la millor banda sonora per Elmer Bernstein
- 1967: Oscar a la millor cançó original per Elmer Bernstein i Mack David amb "My Wishing Doll"
- 1967: Globus d'Or al millor actor dramàtic per Max von Sydow